# ワールド・オブ・スターダム王座
ワールド・オブ・スターダム王座は、スターダムが管理・認定している王座。

## 歴史
2011年6月26日、新木場1stRINGにて行われたシリーズ第2弾『grows up stars 2011』最終戦でワンダー・オブ・スターダム王座と共に創設を発表。団体内外、国内外を問わず争う女子プロレスの最高峰を目指すタイトルと位置づけている。ベルト部分の色が赤にゴールドの星型プレートで、赤はかつて全日本女子プロレスに存在したWWWA世界シングル王座、星型はスターダムをイメージしていることから「赤いベルト」と呼ばれている 。初代王座決定戦は7月24日にスターダム初の後楽園ホール大会にて、元祖赤いベルト最後の保持者でもある高橋奈苗、長野美香、美闘陽子、そして米国から来日した15冠王者メルセデス・マルチネスの4人によるトーナメントで争われ、それを制した高橋が初代王座に輝いた。
2014年5月17日、メキシコのアレナ・ロペス・マテオスにおける「LUCHA FAN FEST7」で王者紫雷イオがスター・ファイヤー相手に8度目の防衛戦を行い、これが初の海外防衛戦となった。　
2015年2月22日、後楽園ホール大会にて行われた王者の世IV虎、挑戦者の安川惡斗によるタイトルマッチで、世IV虎が惡斗の顔面を形が変わるほど執拗に殴打するけんかマッチに発展。一旦は世IV虎のTKO勝ちとされたが、事態を重くみた首脳陣によって話し合いがもたれた後、25日になって正式な記者会見が行われ結果は無効試合に変更、世IV虎には王座剥奪と無期限出場停止の処分が下された。3月29日、後楽園ホール大会にて、空位となった同タイトルの王座決定トーナメントを開催。各ユニットより宝城カイリ（昭和軍）、紫雷イオ（平成軍）、木村響子（大江戸隊）に、Marvelousより参戦中の彩羽匠を加えた4人で争われ、宝城カイリがトーナメントを制覇し初戴冠。7月26日、後楽園ホール大会にてセンダイガールズプロレスリングの里村明衣子に奪取され、初めて国内他団体に流出した。

## 歴代王者
| 歴代   | 王者                 | 戴冠回数 | 防衛回数 | 獲得日         | 獲得場所 備考（対戦相手）                   |
| ------ | -------------------- | -------- | -------- | -------------- | ------------------------------------------- |
| 初代   | 高橋奈苗             | 1        | 7        | 2011年07月24日 | 後楽園ホール （美闘陽子）                   |
| 第2代  | アルファ・フィーメル | 1        | 0        | 2013年03月17日 | 後楽園ホール                                |
| 第3代  | 紫雷イオ             | 1        | 10       | 2013年04月29日 | 両国国技館                                  |
| 第4代  | 世IV虎               | 1        | 2        | 2014年08月10日 | 後楽園ホール 2015年2月25日王座剥奪          |
| 第5代  | 宝城カイリ           | 1        | 3        | 2015年03月29日 | 後楽園ホール （紫雷イオ）                   |
| 第6代  | 里村明衣子           | 1        | 1        | 2015年07月26日 | 後楽園ホール                                |
| 第7代  | 紫雷イオ             | 2        | 14       | 2015年12月23日 | 後楽園ホール                                |
| 第8代  | 岩谷麻優             | 1        | 2        | 2017年06月21日 | 後楽園ホール                                |
| 第9代  | トニー・ストーム     | 1        | 3        | 2017年09月24日 | 名古屋国際会議場イベントホール              |
| 第10代 | 花月                 | 1        | 8        | 2018年06月09日 | 横浜ラジアントホール                        |
| 第11代 | ビー・プレストリー   | 1        | 5        | 2019年05月04日 | 新木場1stRING                               |
| 第12代 | 岩谷麻優             | 2        | 5        | 2019年11月04日 | 後楽園ホール                                |
| 第13代 | 林下詩美             | 1        | 9        | 2020年11月15日 | 仙台サンプラザホール                        |
| 第14代 | 朱里                 | 1        | 10       | 2021年12月29日 | 両国国技館                                  |
| 第15代 | ジュリア             | 1        | 2        | 2022年12月29日 | 両国国技館                                  |
| 第16代 | 中野たむ             | 1        | 3        | 2023年04月23日 | 横浜アリーナ 2023年11月20日王座返上         |
| 第17代 | 舞華                 | 1        | 6        | 2023年12月29日 | 両国国技館 （鈴季すず）                     |
| 第18代 | 刀羅ナツコ           | 1        | 0        | 2024年07月28日 | シャトレーゼ ガトーキングダム サッポロ      |
| 第19代 | 中野たむ             | 2        | 2        | 2024年08月31日 | 武蔵野の森総合スポーツプラザ メインアリーナ |
| 第20代 | 上谷沙弥             | 1        | 4        | 2024年12月29日 | 両国国技館                                  |